# 레비스 홀트비
루이스 해리 홀트비 (Lewis Harry Holtby, 1990년 9월 18일, 에르켈렌츠 ~)는 독일의 축구 선수로, 현재 2. 분데스리가의 클럽 홀슈타인 킬의 미드필더이다.

## 클럽 경력

### 초기
그는 4살때 스파르타 게르다스에서 축구를 시작하였다. 11살이 되자, 그는 보루시아 묀헨글라트바흐로 옮겼다. 묀헨글라트바흐는 그의 왜소한 키와 느린 속도를 포함하여 능력 미달로 방출하였다. 묀헨글라트바흐에서 나온 후 홀트비는 알레마니아 아헨에 합류하였다.

### 알레마니아 아헨
홀트비는 외르크 슈마트케 감독 대행에 의해 알레마니아 아헨의 1군으로 올라왔다. 그는 2007-08 시즌, 2-2로 비긴 장크트 파울리전에서 80분에 미르코 캐스퍼와 교체 투입하여 데뷔전을 치렀다. 그는 남은 시즌 동안 TuS 코블렌츠에 1-3으로 패한 경기, 한경기에 더 출전하였다.
2008년 12월 5일, 그는 TSV 1860 뮌헨을 상대로 첫 골을 넣었다. 2월 15일, 그는 1. FC 뉘른베르크전의 6-2 쐐기골을 넣었다.

### FC 샬케 04
홀트비는 알레마니아 아헨에서의 5년 후, 팀을 떠났다. 그는 FC 샬케 04와 2013년 6월 30일에 만료되는 계약서에 서명하였다. 2010년 1월 29일, 그는 VfL 보훔으로 경험을 더 얻기위해 임대되었다.

### 마인츠
2010년 5월, 홀트비는 샬케로 돌아왔고, 같은해 5월 28일, 그는 1. FSV 마인츠 05로 2010-2011 시즌 동안 임대되었다.

### FC 샬케 04 복귀
2011년 3월 18일 호어스트 헬트는 홀트비가 샬케에 2011년 6월 30일에 복귀함을 선언하였다. 2011년 7월 14일, 잉글랜드의 위건 애슬레틱은 그의 영입을 요청하였으나, 무산되었다.

### 토트넘 홋스퍼 FC
2013년 1월 4일 토트넘 홋스퍼 FC는 계약기간이 6개월 남은 홀트비를 보스만 룰에 따라 자유계약으로 영입하였다.
2013년 7월 토트넘에 합류할 예정이었던 그는 175만 유로에 토트넘 홋스퍼 FC 로 1월 이적시장에서 둥지를 옮겼다.

### 풀럼 FC
2014년 1월 31일 토트넘 홋스퍼 FC는 루이스 홀트비를 풀럼 FC로 임대보냈다.

## 국가대표 경력
하이코 헤를리히, 당시의 독일 U-18 대표팀 감독은 홀트비를 2007년에 차출하였고, 5번 출장하였다.
그 후, 홀트비는 독일 U-19팀으로 차출, 그는 2008년 9월에 U-19팀 데뷔전을 치른 것을 포함하여 12번 출장하였다. 그는 2008년 10월 11일에, 독일 U-19팀으로 출장하여 리투아니아 U-19팀을 상대로 국가대표 첫 골을 넣었고, 팀은 5-0으로 승리하였다.
홀트비는 잉글랜드 축구 국가대표팀이 아닌 독일 축구 국가대표팀에서 경기할 것임을 밝혔다. 그리고 2010년 11월에 스웨덴과의 친선경기에서 독일 시니어팀 데뷔를 하였다.
2009년 9월 독일 청소년팀 감독, 호르스트 흐루베슈는 홀트비가 이집트에서 열리는 2009년 FIFA U-20 월드컵에 차출될 것임을 밝혔다. 그는 토너먼트에서 2골을 넣었는데, 한 골은 브라질과의 8강전이었다.
2011년 3월 29일, 홀트비는 독일 U-21팀의 주장으로 이탈리아 U-21과의 친선전에서 2골을 넣었다.
홀트비가 UEFA 유로 2012의 아제르바이잔과 경기에서 처음 경기를 치렀을 때 그는 독일로만 국가대표 경기를 치를 수 있게 되었다.

## 사생활
홀트비의 아버지, 크리스 홀트비는 리버풀 출신 잉글랜드 군인으로 묀헨글라트바흐의 라인다흘렌 RAF기지에서 근무하였다. 홀트비의 어머니는 독일 사람이다. 루이스는 아버지와 마찬가지로 에버튼 FC의 팬으로 그 팀에서 뛰기를 바라고 있다.
루이스는 "나의 아버지는 잉글랜드인이고 5살 때부터 에버튼 팬이었다. 그는 즉각적으로 에버튼 팬의식을 전염시켰다! 그 후로 나는 항상 에버튼 팬으로 그들의 경기를 지켜봤다."라고 언급하였다.